# Топірець
Топірець — у минулому зброя, в пізніші часи атрибут обряду. Топірець складався з бартки — стародавнього виду сокири та дерев'яного топорища. Бартка була інколи лита з металу, найчастіше латуні або була також дерев'яною, окованою металом, та інкрустована металом, бісером та перлами. Можливо, що топірець використовували чоловіки також, як палицю поряд із келефом.
На литих топірцях зображувались голови птахів та коней, в той час, як келефи прикрашали голови зміїв. Орнамент топірців складався з кола з шестипелюстковою розеткою або з кола, поділеного хрестом на чотири частини, яке розміщувалося в центрі. Також прикрашалися топірці меншими колами, ромбами і хвилястими або зигзагоподібними лініями, видовженими трикутниками.
Топірці використовували у весільних обрядах. Топірці на весіллі мав князь та його дружки, а також деякі інші учасники весілля. В гуцулів та бойків в кін. 19 ст. княгині відрубували топірцем косу. А також при виході з дому до шлюбу віддавали топірцями та келефами честь порогам.

## Різниця між верховинським і гуцульським топірцями
Різниця полягає в тому, що місцева сокира на обуху мала і напівокруглене лезо, завдяки якому практично було стягувати бокори за їхнього формування, зачепитися за гілля, збираючись гірськими дебрями. Воднораз топорище обмотувалося сировицею. Це давало неабиякий ефект. Трудячись на воді, держак аж прикипав до рук, хоч був слизько мокрим. А інша загострена кінцівка топориська комфортно слугувала мандрівнику за ходьби. Взагалі — давні бартки були універсальними. Їх горяни використовували навіть за зброю, боронячись за несподіваних нападів звірів у хащах, а то й підступних ворогів.